# Николаевка (Зеньковский район)
Николаевка (укр. Миколаївка) — село, Кирилло-Анновский сельский совет, Зеньковский район, Полтавская область, Украина.
Код КОАТУУ — 5321382705. Население по переписи 2001 года составляло 167 человек.

## Географическое положение
Село Николаевка находится на правом берегу одного из истоков реки Великая Говтва, на противоположном берегу — село Новая Василевка (Диканьский район).

Рядом проходит автомобильная дорога Т-1710 (Р-42).

## История
Николаевка образована в 30-е годы из хуторов: Маслии, Мотрии, Овсии и Жиды

## Экономика
- Молочно-товарная ферма.